# Ga Đồng Lê
Ga Đồng Lê là một nhà ga xe lửa tại huyện Tuyên Hóa, tỉnh Quảng Bình. Nhà ga là một điểm của đường sắt Bắc Nam và nối với ga Kim Lũ với ga Ngọc Lâm.

## Các tuyến
- Đường sắt Bắc Nam